# El Expreso Polar (libro)
El Expreso Polar es un libro infantil escrito e ilustrado por Chris Van Allsburg y publicado por la editorial Houghton Mifflin en 1985. Es considerado un clásico de la literatura navideña infantil y fue elogiado por sus detalladas ilustraciones y su argumento tranquilo y relajante. Por esta obra, Van Allsburg ganó la Medalla Caldecott en 1986.
El libro está ambientado en parte en Grand Rapids, Michigan, la ciudad natal del autor, y se inspiró parcialmente en los recuerdos que Van Allsburg tenía de visitar los grandes almacenes Herpolsheimer's y Wurzburg's cuando era niño. La historia fue adaptada al cine en una película nominada al Óscar en 2004, protagonizada por Tom Hanks y dirigida por Robert Zemeckis, en la que Van Allsburg ofició como productor ejecutivo.

## Sinopsis
Un niño se despierta en la Nochebuena por el sonido de un tren. Para su sorpresa, descubre que el tren le está esperando. Ve a un conductor que se asoma a su ventana. Baja corriendo las escaleras y sale al exterior. El conductor le explica que el tren llamado Expreso Polar y que se dirige al Polo Norte. El niño sube entonces al tren, que está lleno de otros muchos niños en pijama.
El Expreso Polar se dirige hacia el norte sobre las montañas y a través de los bosques boreales, habitados por lobos y conejos, pero nunca baja la velocidad. Cuando llega al Polo Norte, el conductor les explica que Papá Noel seleccionará a uno de ellos para que reciba el primer regalo de Navidad.

## Adaptaciones
- The Polar Express (2004), película dirigida por Robert Zemeckis